# Codice Brandis
Il Codice Brandis, compilato presumibilmente tra il 1607 e il 1629, è il più importante documento iconografico relativo all'incastellamento della Contea principesca del Tirolo, parte integrante del Sacro Romano Impero. Conservato sino al 1998 presso l'archivio privato della famiglia Brandis di Lana (BZ), è attualmente custodito presso l'Archivio Provinciale di Bolzano.

## Storia
L'importanza strategica della contea era nota sin dall'epoca della costruzione della via Claudia Augusta da parte dei Romani, ma fu proprio durante il Medioevo e successivamente sotto l'Impero degli Asburgo che la contea assunse un ruolo determinante nella comunicazione commerciale e militare tra nord e sud Europa. Fu la necessità di controllare in modo capillare e sistematico le vie di comunicazione stradali e fluviali a creare nel corso dei secoli una fitta rete di punti di difesa, vigilanza e controllo costituita da centinaia di castelli e residenze fortificate. Tale peculiarità faceva del Tirolo la regione con la maggior concentrazione di castelli per chilometro quadrato di tutta Europa. Fu il barone Jakob Andrä Brandis di Lana, capitano della Contea (Landeshauptmann) e uomo di cultura, ad assegnare l'incarico ad un esperto disegnatore di ritrarre castelli, città fortificate e abitazioni nobiliari cinte da mura presenti nella vasta contea, i cui confini si estendevano dalla città di Kufstein a Borghetto, a sud di Rovereto. Secondo i più recenti studi, gran parte dei disegni racchiusi nel Codice Brandis sono opera di Francesco Lucchese, impegnato in qualità di architetto in importanti lavori, fra cui la ricostruzione di Castel Fahlburg a Prissiano (BZ), già residenza estiva di Jakob Andrä Brandis.
Ignoto rimane il periodo di creazione dei vari disegni contenuti nel Codice Brandis. Alcuni elementi descrittivi consentono però di collocare la creazione dei disegni tra il 1607 e il 1629, anno di morte sia dell'autore, sia dello stesso barone. Sconosciuti rimangono anche i motivi che spinsero Jakob Andrä Brandis ad assegnare l'impegnativo incarico: alcuni studiosi propendono per l'ipotesi che all'architetto fosse stato assegnato il compito di integrare con immagini l'opera Caniculares Jakobi Andrae Baronis de Brandis de anno 1623, a cui l'alto funzionario Brandis stava lavorando. Altri storici ritengono che la raccolta servisse al potere centrale per mappare lo stato di conservazione degli edifici di proprietà nobiliare o di certose appartenenti al clero in modo da conoscere in modo indiretto lo stato di benessere dei proprietari, considerata l'impellente necessità di raccogliere fondi a sostegno della Guerra dei Trent'anni, iniziata nel 1618.
Il Codice Brandis è costituito da 105 fogli di misura 22 cm per 16,6 cm. I primi studiosi a occuparsi dell’opera sono stati prima il conte Oswald Trapp e poi nel 1975 il prof. Nicolò Rasmo. Sino al 2018 le preziose raffigurazioni non sono mai state completamente e integralmente rese pubbliche, quando un gruppo di ricercatori, archivisti e storici, coordinati dall’associazione culturale Tangram di Merano e supportati dalle Istituzioni pubbliche della Provincia, ha raccolto in tre volumi tutti i disegni originali, provvedendo ad una completa descrizione dei singoli soggetti iconografici con l'inserimento di approfondimenti tematici utili al loro inquadramento nel contesto storico della Contea Principesca del Tirolo.

## Contenuti
I primi disegni del Codice Brandis si riferiscono alla zona di Merano e dintorni, alla Val Venosta e all'alta Valle dell'Inn, quest'ultima all'epoca parte integrante della Contea del Tirolo e oggi regione austriaca. Il Burgraviato, corrispondente all’incirca alla conca meranese, è descritto con 15 schizzi contenenti 20 vedute, mentre la Val Venosta è descritta con 16 disegni e 26 vedute e l’alta Valle dell’Inn e la parte settentrionale dell’Engadina vengono descritte con 12 disegni e 17 vedute. Segue l’area della Val d’Adige, nella zona compresa tra l’attuale comune di Lana sino al paese di Termeno a nord di Bolzano e rappresentata da 16 disegni con 34 vedute. Il Codice prosegue con la raccolta di 18 disegni che descrivono la Val di Non e la Val di Sole per un totale di 34 vedute e termina con i disegni dei castelli che si trovano tra il paese di Salorno e il confine meridionale della Contea, corrispondente al Basso Trentino, dove il disegno del villaggio di Borghetto riporta anche l’indicazione dell’allora confine con la Repubblica di Venezia. Ogni zona viene presentata da un titolo di copertina, successiva alla stesura dei disegni di inizio Seicento.
Le vedute delle prime tre aree geografiche trattate dal Codice Brandis riprendono nell’ordine i seguenti soggetti, indicati secondo la compilazione del Settecento: Castel Jaufenburg, Castel Scena, Castel Goyen, Castel Katzenzungen, Castel Verruca (Fragsburg), Castel Eschenlohe, Castel San Zeno (Zenoberg), Castel d’Aura, Castel Tirolo, Castel Brunnenburg, Castel Knillenberg, Castel Reichenbach, Castel Rottenstein, Castel Winkel, Castel Rubein, Castel Trauttmansdorff, Castel Rametz, Castel Labers, il convento di Maria Steinach a Lagundo, Castel Forst, dogana di Tel, Castel Stachlburg, Castel Naturno, Castel Tarantsberg, Castel Juval, il monastero certosino della Val Senales, Castelbello, il castello e il villaggio di Laces, i castelli di Annenberg e di Coldrano, Castel Montani di Sopra e di Sotto, Castel Montechiaro (Lichtenberg), Castel Coira, la città fortificata di Glorenza, Castello del Principe (Fürstenburg), la Val di Tubre, i castelli Rotund e di Reichenberg, il castello di Sankt Petersberg, la città austriaca di Imst e dintorni, i castelli di Kronburg e di Schrofenstein, lo sbarramento fortificato di Lötz, Castel Landeck, i castelli di Wiesberg e Bideneck, il castello di Laudeck, le fortificazioni di Finstermünz, la Chiusa di San Nicolò (Niklas-Klause) e Castel Tarasp nell'Engadina. 
Le vedute della quarta e quita area geografica trattate dal Codice Brandis presentano dei disegni riferiti ai seguenti soggetti: Castel Brandis, Castel Leonburg, Castel Braunsberg e la residenza Helmsdorff, Castel Sant’Erasmo (Wehrburg), Castel Bavaro (Payrsberg) e Castel Schwanburg, Castel Neuhaus (Maultasch), Castel Greifenstein, Castel d’Appiano (Hocheppan), Castelforte (Festenstein) e Castel Wolfsthurn, Residenza Thalegg, Castel Boimont, Castel Freudenstein, Residenza Liebenstein, Castel Gandegg e Castel Englar, Castelvecchio (Altenburg), Castel d’Enna, Castel Kaldiff, La Rocchetta, Castel Belasi, Castel Sporo e Castel Thun, Castel Nanno e Castel Valer, Castel Flavon e Castel Valer, i castelli di Vasio e Arsio, Castel Cles, Castel Morenberg, Castello di Castelfondo, Castel Malosco, Castello di San Giovanni, Castello di Arsio, Castello di Altaguardia, Castel Campo, Rocca di Samoclevo, Castel Caldes, Castello di Ossana, Palazzo Migazzi a Cogolo.